# 小川悦雄
小川 悦雄（おがわ えつお、1951年または1952年 - ）は、日本の地方公務員。愛知県副知事や、愛知県健康づくり振興事業団理事長を経て、愛知県信用保証協会理事長。

## 人物・経歴
1974年名古屋大学法学部卒業、愛知県入庁。中小企業庁金融課出向、愛知県産業情報センター出向等を経て、2005年日本国際博覧会の誘致などに携わり、1999年には財団法人2005年日本国際博覧会協会総務グループ長に就任した。2002年知事公室調整監。2004年総務部次長。2007年知事政策局長。2010年副知事。2014年 トヨタ自動車元常務の森岡仙太を後任に、片桐正博とともに副知事任期満了退任、公益財団法人愛知県健康づくり振興事業団理事長。2015年愛知県信用保証協会理事長。